# Just Jack

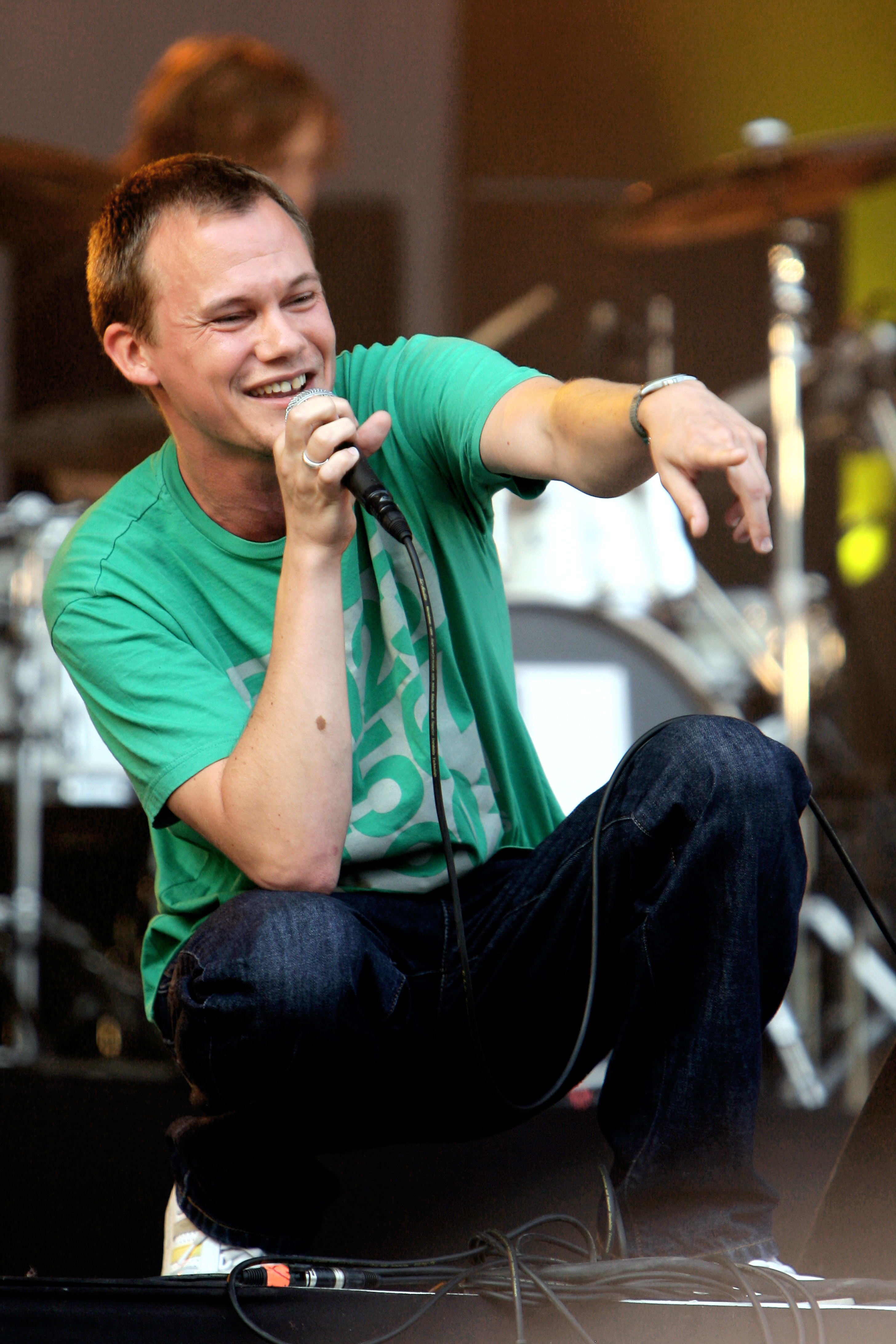
Just Jack

Jack Allsop (Londen, 18 mei 1975), beter bekend als Just Jack, is een Brits muzikant. In Nederland is zijn single Starz in their Eyes het bekendst. Dit nummer bereikte een 57e plaats in de top 100.

## Achtergrond
Allsop werd geboren in Noord-Londen. Hij groeide op met muziekstijlen als breakdance, Electro, hiphop en house. Op zijn 8e trad hij al op als amateurbreakdancer en op zijn 15e begon hij met het mixen van platen. Al snel raakte hij betrokken bij de dj-cultuur in Groot-Brittannië.
Na zijn diploma in meubeldesign te hebben gehaald op Kingston University, schreef hij zich in voor muziekproductielessen, waardoor hij zich meer bewust werd van wat hij deed met muziek en hoe hij het kon gebruiken. In de avonduren werkte hij aan het perfectioneren van zijn nummers terwijl hij er overdag verschillende baantjes op nahield.

## Carrière
Allsopps tekende een contract bij RGR Records, het kortstondige label van Madness-zanger/multi-instrumentalist Chas Smash. In 2002 verscheen zijn debuutalbum The Outer Marker met liedjes over het moderne leven, relaties, en de druk van sociale situaties. In Groot-Brittannië kwamen er drie singles van het album: Paradise (Lost & Found), Snowflakes en Triple Tone Eyes.
Zijn echte doorbraak kwam in 2007, na zijn tv-debuut op BBC2's Later with Jools Holland, en op the Channel 4-show The Friday Night Project, waar hij zijn single Starz In Their Eyes ten gehore bracht. Deze single bereikte de nummer twee-positie in de UK Singles Chart, en werd gevolgd door drie singles die de top 30 niet haalden.
In Nederland was het nummer Starz in their eyes jarenlang het herkenningsmelodie van het tv-programma 3 op reis.
Op 31 augustus 2009 bracht hij zijn derde album uit, getiteld All Night Cinema. De tweede single, The Day I Died werd een grote hit in Groot-Brittannië. In Nederland is hij nog niet zo populair als in Engeland.

## Albums
| Jaar | Album | Hoogste positie | Hoogste positie | Hoogste positie | Hoogste positie | Hoogste positie |
| Jaar | Album | UK              | IE              | FR              | CH              | NL              |
| ---- | --- | --------------- | --------------- | --------------- | --------------- | --------------- |
| 2002 | The Outer Marker - 1e studioalbum - Uitgebracht: 30 september 2002 - Genre: hiphop, triphop - Label: RGR         | –               | –               | –               | –               | –               |
| 2007 | Overtones - 2e studioalbum - Uitgebracht: 29 januari 2007 - Genre: hiphop, house - Label: Mercury Records        | 6               | 11              | 25              | 69              | 74              |
| 2009 | All Night Cinema - 3e studioalbum - Uitgebracht: 31 augustus 2009 - Genre: pop, Electro - Label: Mercury Records | 22              | TBR             | 94              | TBR             | TBR             |

## Singles
| Jaar | Track                     | UK  | IE  | TR  | BE  | NL  | IT  | CH  | Album            |
| ---- | ------------------------- | --- | --- | --- | --- | --- | --- | --- | ---------------- |
| 2003 | "Paradise (Lost & Found)" | —   | —   | —   | —   | —   | —   | —   | The Outer Marker |
| 2003 | "Snowflakes"              | 164 | —   | —   | —   | —   | —   | —   | The Outer Marker |
| 2003 | "Triple Tone Eyes"        | —   | —   | —   | —   | —   | —   | —   | The Outer Marker |
| 2007 | "Starz In Their Eyes"     | 2   | 2   | 9   | 29  | 57  | 33  | 26  | Overtones        |
| 2007 | "Glory Days"              | 32  | —   | —   | —   | —   | —   | —   | Overtones        |
| 2007 | "Writer's Block"          | 74  | —   | —   | —   | —   | —   | —   | Overtones        |
| 2007 | "No Time"                 | 76  | —   | —   | —   | —   | —   | —   | Overtones        |
| 2009 | "Embers"                  | 17  | —   | —   | —   | —   | —   | —   | All Night Cinema |
| 2009 | "The Day I Died"          | 11  | TBA | TBA | TBA | TBA | TBA | TBA | All Night Cinema |

## Voetnoten
1. ↑  BBC Blast interview with Just Jack
2. ↑  Just Jack - "Paradise (Lost & Found)" single. Gearchiveerd op 3 september 2023.
3. ↑  Just Jack - "Snowflakes" single
4. ↑  Just Jack - "Triple Tone Eyes" single

- Bibliothèque nationale de France: cb15118934z (data)
- Gemeinsame Normdatei: 13548006X
- International Standard Name Identifier: 0000 0003 6859 2914
- Library of Congress Control Number: n2009015753
- MusicBrainz: ac70f34d-95fd-40ed-b436-f5402fb5ffb8
- Nationale Bibliotheek van Tsjechië: xx0106628
- Virtual International Authority File: 103125856
- WorldCat: E39PBJdmgVddGtfX9FfYxdfXh3